# Vassili Kolesnikov
Vassili Kolesnikov (en russe : Василий Колесников) est un explorateur russe du XVIIe siècle, ataman des Cosaques du Ienisseï.

## Biographie
À l'été  1644, il se rendit depuis l'ostrog du Ienisseï avec 100 Cosaques en Transbaïkalie pour chercher minerai d'argent et exploiter de nouvelles terres. Au printemps 1645  après une série d'escarmouches avec les Bouriates, il leur imposa de payer le iassak. En 1646, l'ataman fonda le fort de la Haute-Angara à la pointe nord du lac Baïkal. Il retourna ensuite en 1647 à Ienisseïsk.
En 1650-1652, il se trouvait sur la rivière Bargouzine en Transbaïkalie, s'occupait du maintien de l'ordre établi et collectait des informations sur la région. Il mourut dans une escarmouche avec les Bouriates.

## Hommage
Une baie sur la rive nord-ouest du lac Baïkal, en face de la pointe nord de l'île d'Olkhon, porte son nom ; une rivière se jette dans la baie, traversant une vallée étroite appelée Kolesnikovskaïa Padiou, dans laquelle se trouvent plusieurs petits lacs, également appelés lacs Kolesnikov. La baie est délimitée du côté ouest par un cap qui s'avance dans le lac par une montagne rocheuse et abrupte appelée cap Kolesnikov.